# تشهارملة سفلي (مقاطعة إسلام آباد غرب)
تشهارملة سفلي (بالفارسية: چهارمله سفلی) هي قرية تقع في كرمانشاه في إيران. يقدر عدد سكانها بـ 111 نسمة بحسب إحصاء 2016.